# Marienkirche (Torgau)

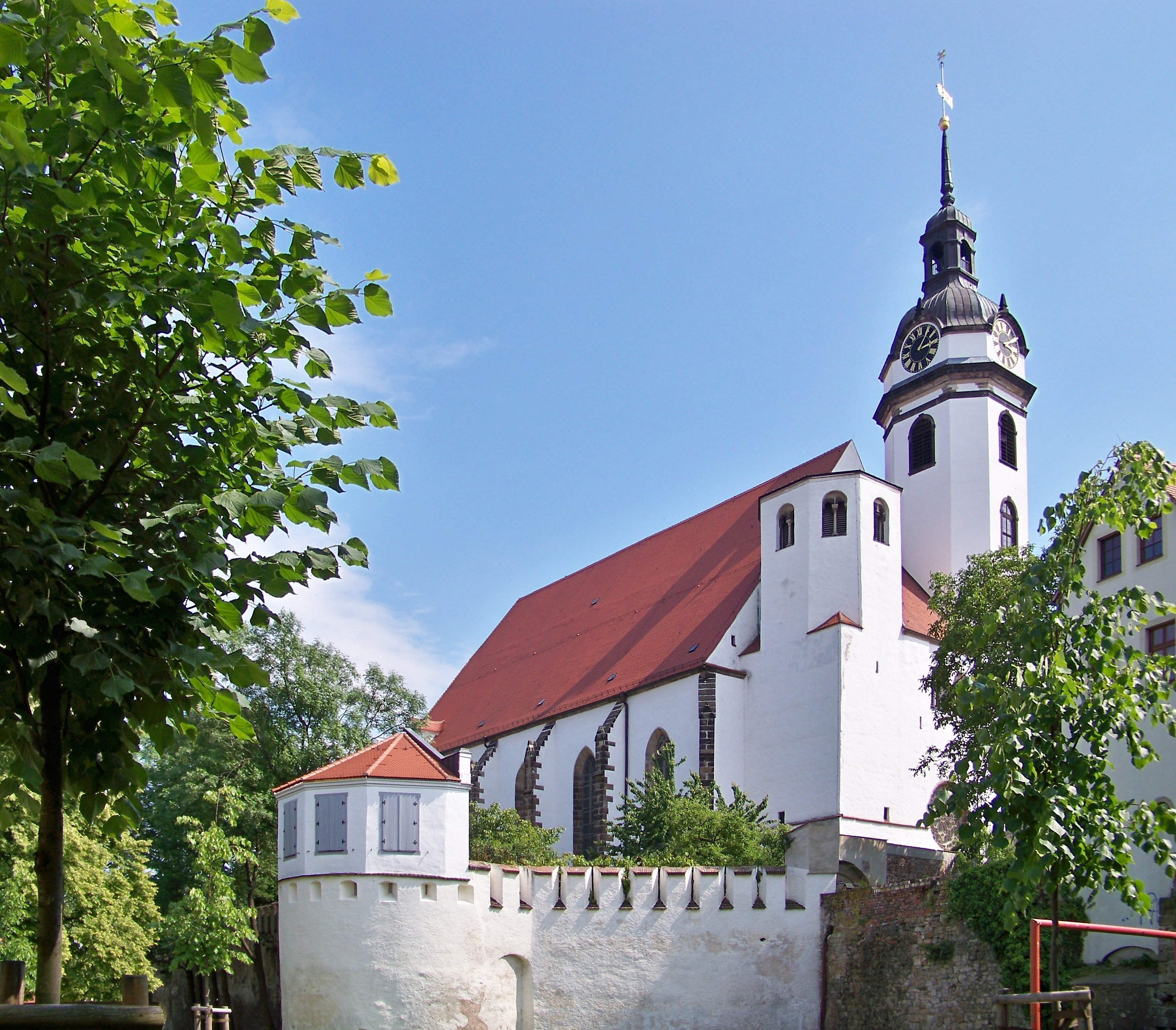
Marienkirche (Torgau)

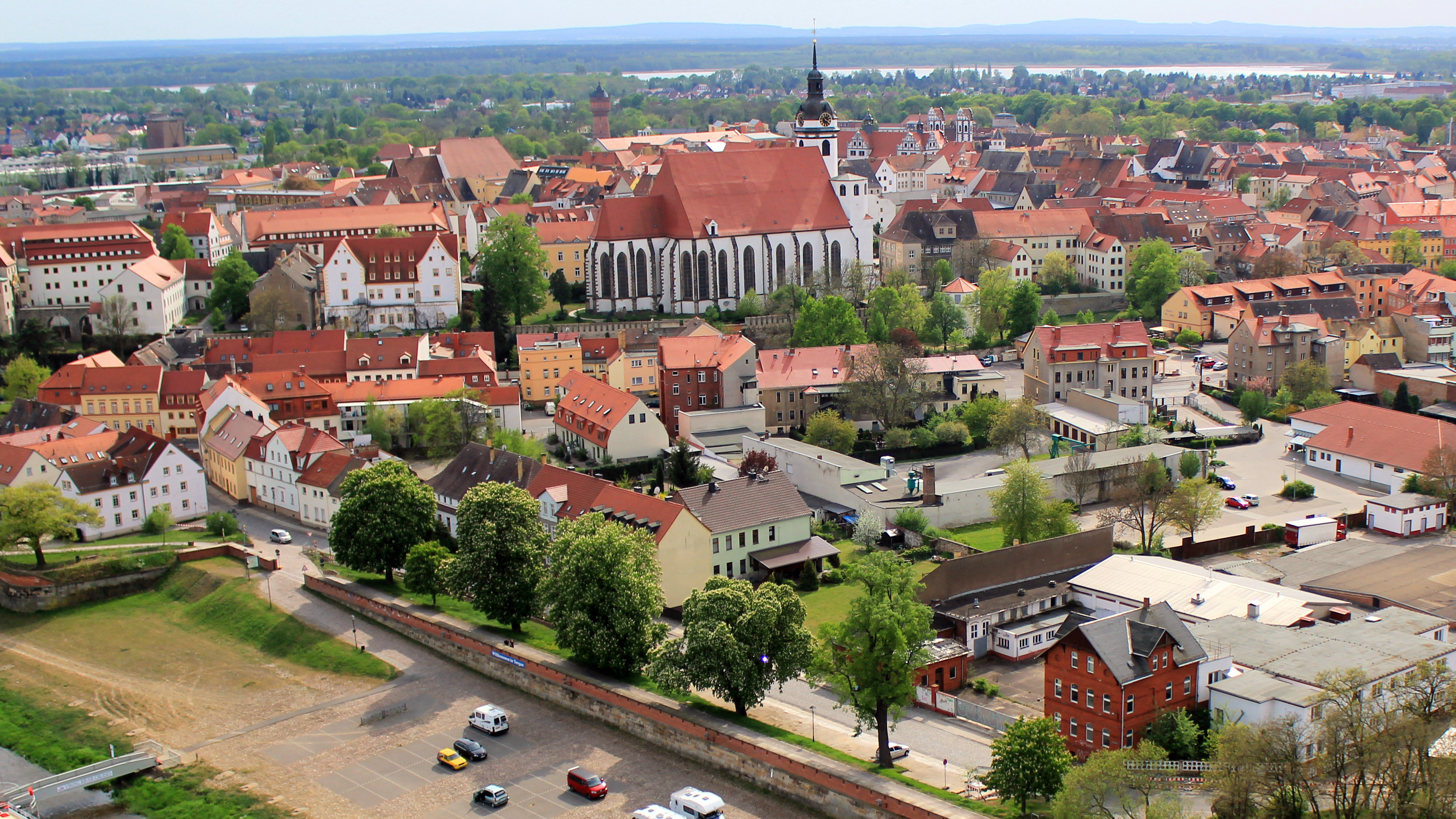
Marienkirche im Zentrum der Altstadt

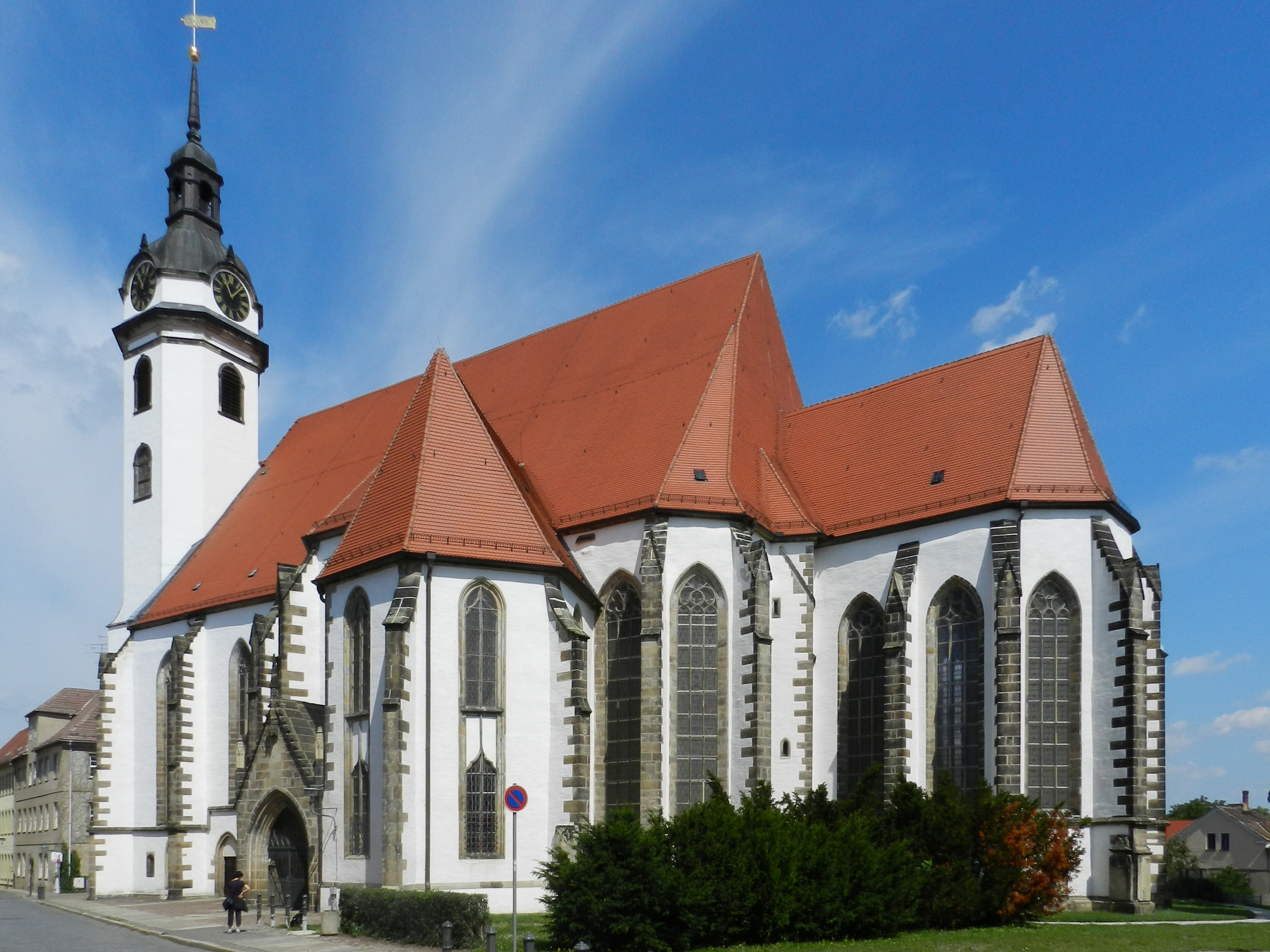
Ansicht von Südosten

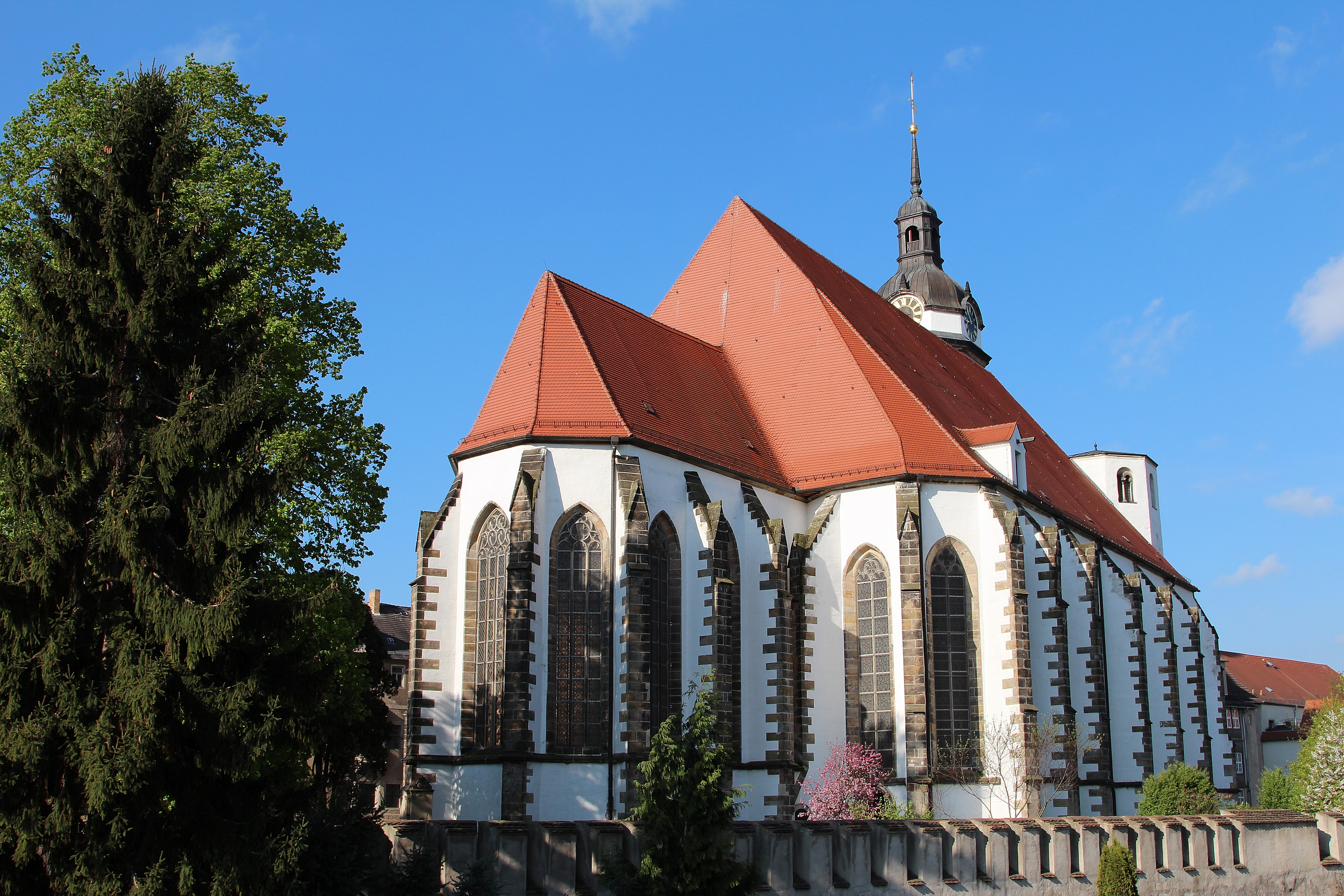
Ansicht von Nordosten

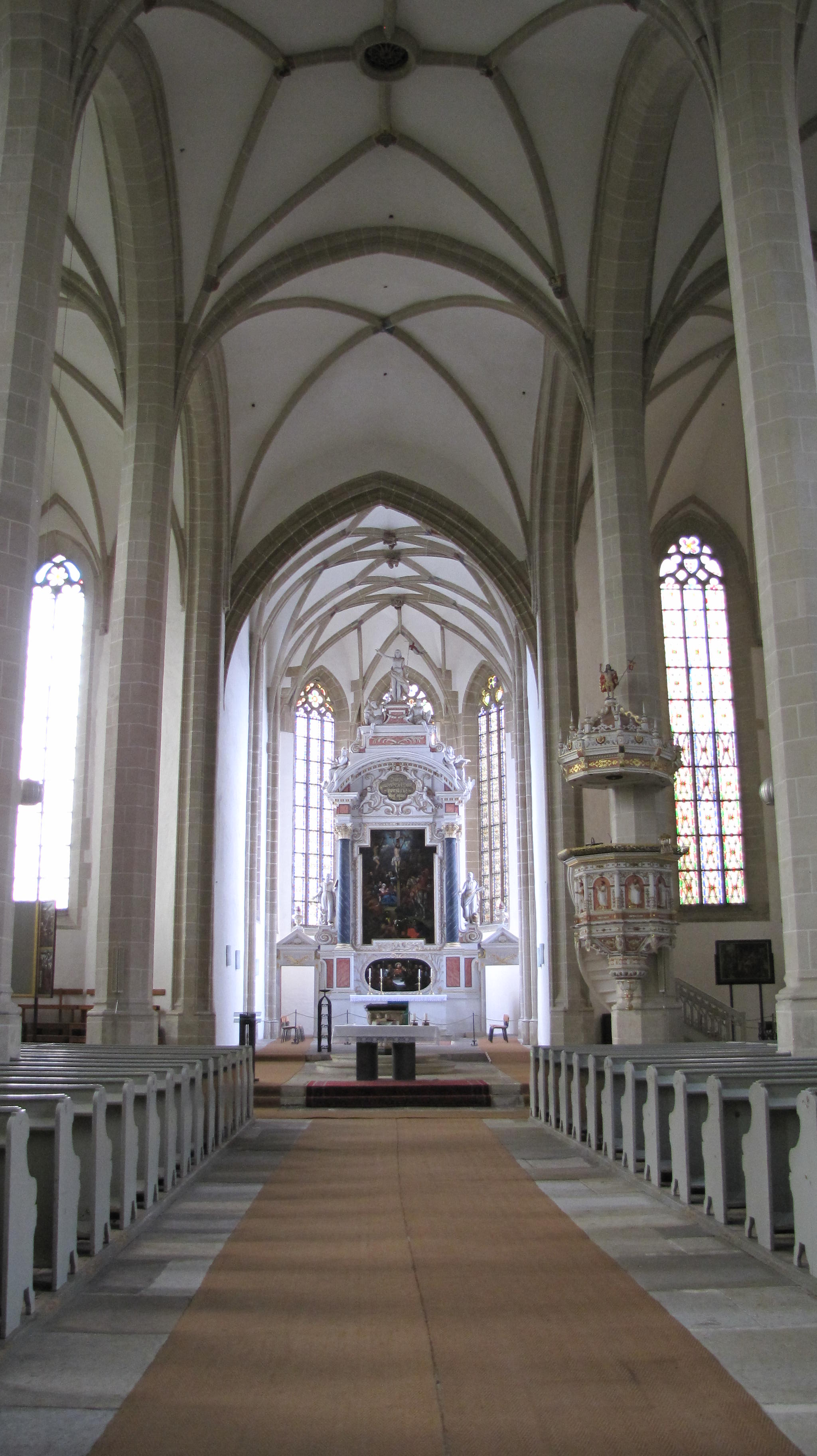
Blick durch das Hauptschiff auf den Altarraum im Chor

Die Marienkirche in Torgau in Sachsen ist eine spätgotische Hallenkirche mit älteren Bestandteilen. Sie gehört zur evangelischen Kirchengemeinde Torgau im Kirchenkreis Torgau-Delitzsch der Evangelischen Kirche in Mitteldeutschland und enthält eine reiche, teils künstlerisch wertvolle Ausstattung.

## Baugeschichte
Der Kirchbau geht auf romanische Ursprünge zurück, die sich im Westbau der Kirche erhalten haben. Sie stammen von einer romanischen Basilika, die zwischen 1200 und 1220 erbaut wurde. Die heutige Hallenkirche wurde wahrscheinlich nach 1380 beginnend mit dem Chor errichtet. Die drei Kirchenschiffe werden im Osten polygonal abgeschlossen. Das Mittelschiff ist durch einen Chor verlängert. Der Dachstuhl der Hallenkirche wurde dendrochronologisch auf 1463 datiert. Nach 1464 sind die Gewölbe des Langhauses erbaut worden.
Die Kirche hat über dem romanischen Westbau eine Doppelturmanlage. Das spätgotische Westportal stammt aus der Zeit um 1516. Die Chorgewölbe von 1480/90 und die spätgotische Sakristei gehen auf einen Entwurf von Hans von Torgau zurück. Eine Gesamtrenovierung des Langhauses wurde in den Jahren 1692–98 vorgenommen, wobei das Altarbild und das Grab der Herzogin von Sachsen in den südlichen Nebenchor verlegt wurden. Der Südturm wurde bei einer Erneuerung nach einem Brand zwischen 1748 und 1751 erhöht und mit Haube und Laterne abgeschlossen.
Restaurierungen wurden in den Jahren 1885, 1927 und seit 1967 vorgenommen. Bei der letztgenannten Restaurierung wurde die Farbfassung von 1492 im Innenraum wiederhergestellt.

## Architektur
Die Kirche in der heutigen Form ist eine spätgotische Hallenkirche von fünf annähernd quadratischen Jochen. Die Seitenschiffe sind im Osten mit Fünfachtelschluss versehen, das Mittelschiff geht in einen einschiffigen, dreijochigen, im Grundriss leicht unregelmäßigen Chor über, der ebenfalls mit Fünfachtelschluss versehen ist. Das Bauwerk wurde aus verputztem Porphyr-Bruchsteinmauerwerk mit Sandsteingliederungen ausgeführt. Die spitzbogigen, zwei- und dreibahnigen Fenster sind mit abwechslungsreichem Maßwerk versehen. Über dem kielbogigen Mittelschiffsportal mit Stabwerk ist eine zehnteilige Fensterrose vom Ende des 14. Jahrhunderts angeordnet. Das Bauwerk ist mit gegiebelten Strebepfeilern an Schiff und Chor versehen.
Das Langhaus ist mit einem nach Osten hin abgewalmten Satteldach, der Chor mit einem niedrigeren Satteldach gedeckt. Schlichte Achteckpfeiler, die kämpferlos in die Scheidbögen übergehen, gliedern den Raum in drei Schiffe. Das vierte Joch der lichten und weiten, wohlproportionierten Hallenkirche ist im Mittelschiff durch ein Sterngewölbe geschlossen, die übrigen Joche durch Kreuzrippengewölbe. Der Chor ist mit einem kombinierten Zellen-Netzgewölbe geschlossen. Die Schlusssteine dieses Gewölbes sind reich mit farbig gefassten Halbfiguren verziert, darunter ein Wilder Mann und eine Wilde Frau mit Wappen, ein Engel und östlich davon Maria mit Kind und Schmerzensmann in Anlehnung an Schongauer-Stiche. Im Westen des Langhauses ist eine schmale steinerne Empore mit Achteckpfeilern und gefelderter Brüstung aus der Zeit um 1520 eingebaut.
An der Südseite wird das vierte Joch durch einen polygonalen Anbau in Mittelschiffshöhe hervorgehoben, der nach Süden mit einer kleinen rippengewölbten Vorhalle mit steilem, krabben- und fialengeschmücktem Giebel versehen ist. An der Westseite des Polygons schließen sich ein kleiner Treppenturm von 1614/15 und eine Gruft von 1725 an. Im Winkel zwischen Südpolygon und südlichem Nebenchor ist die asymmetrische, zweigeschossige Sakristei mit unregelmäßigem Netzgewölbe im Erdgeschoss und Zellengewölbe im Obergeschoss angebaut.

## Ausstattung

### Altäre und liturgische Ausstattung

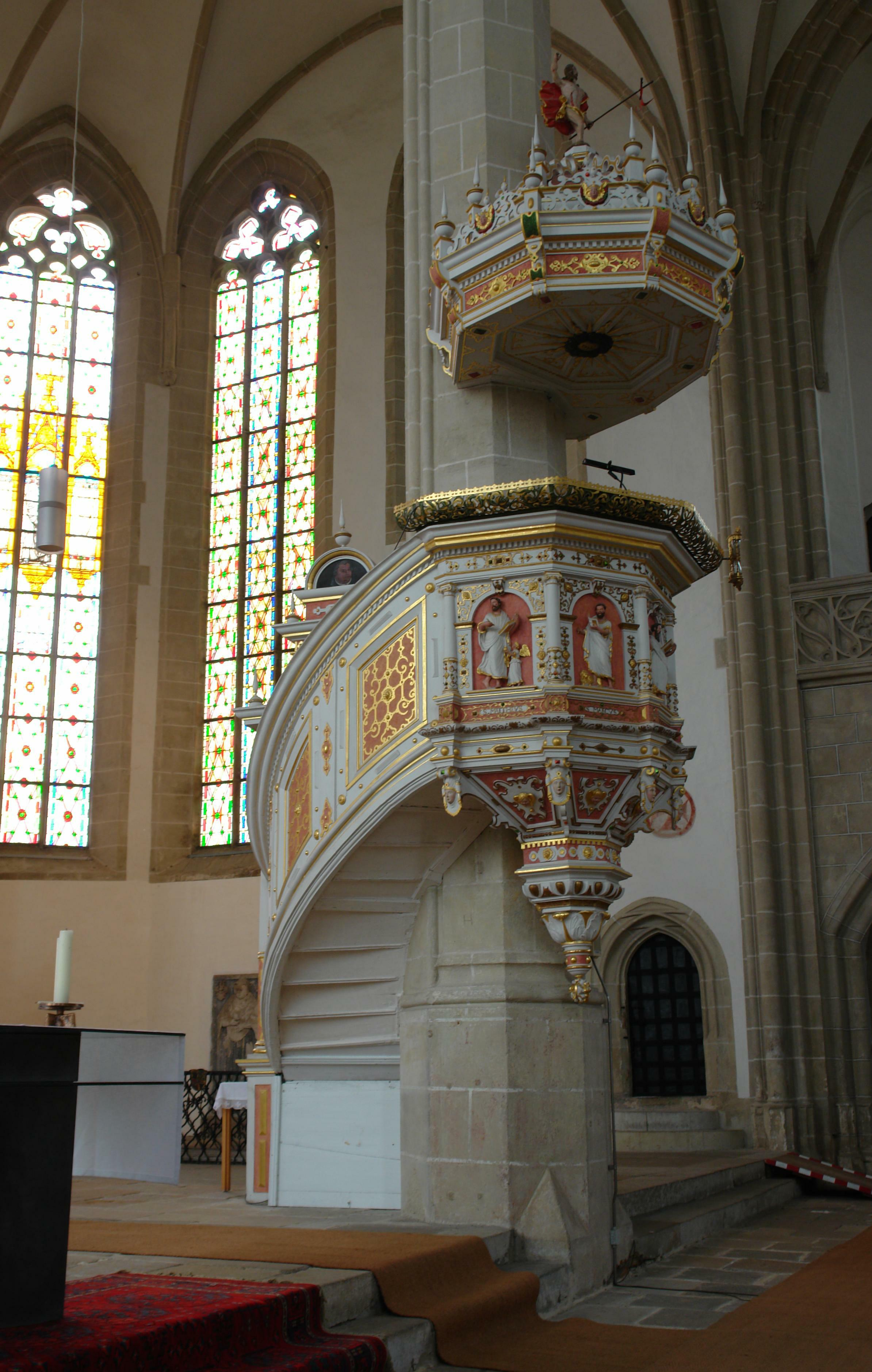
Kanzel

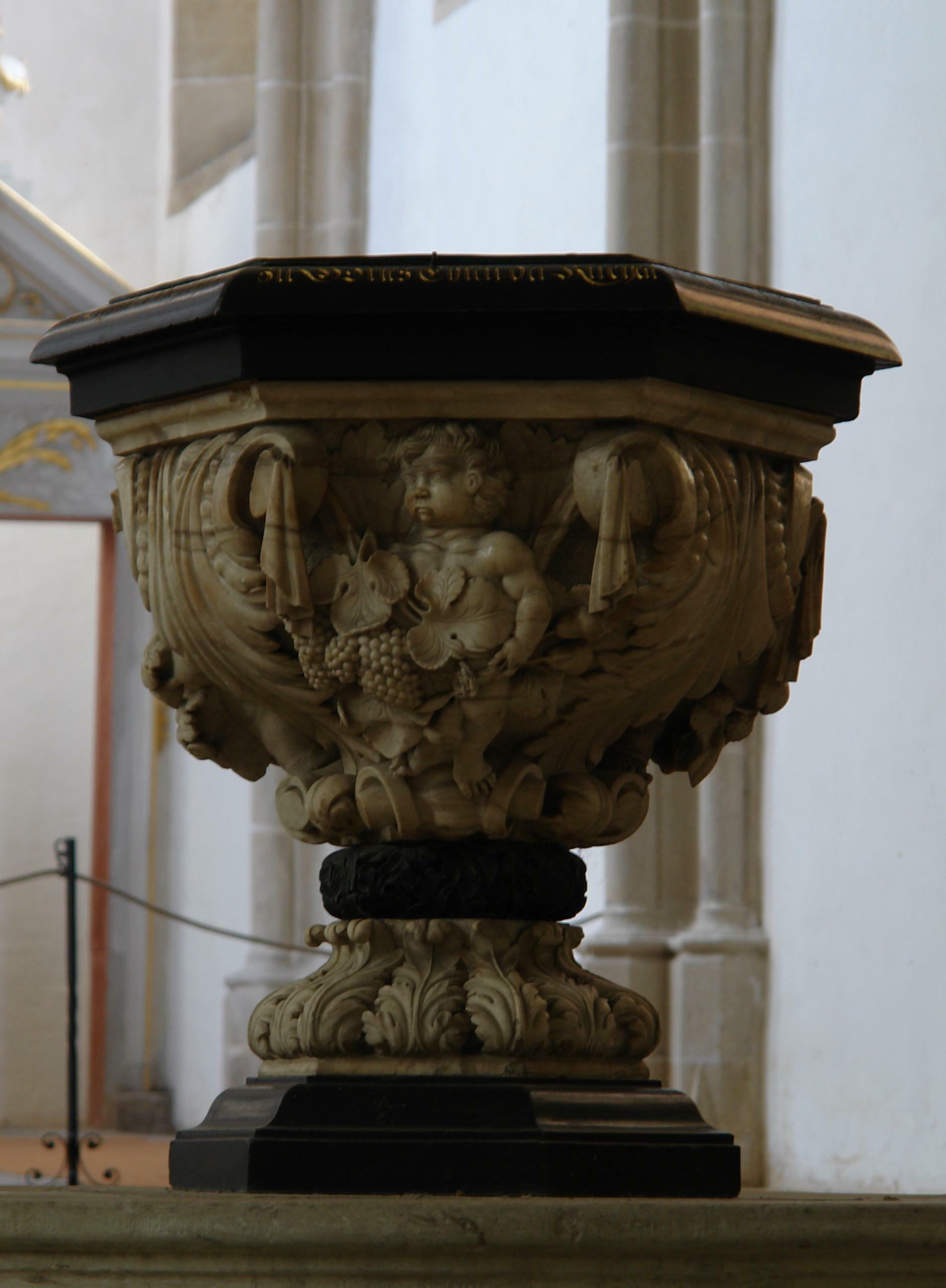
Taufstein

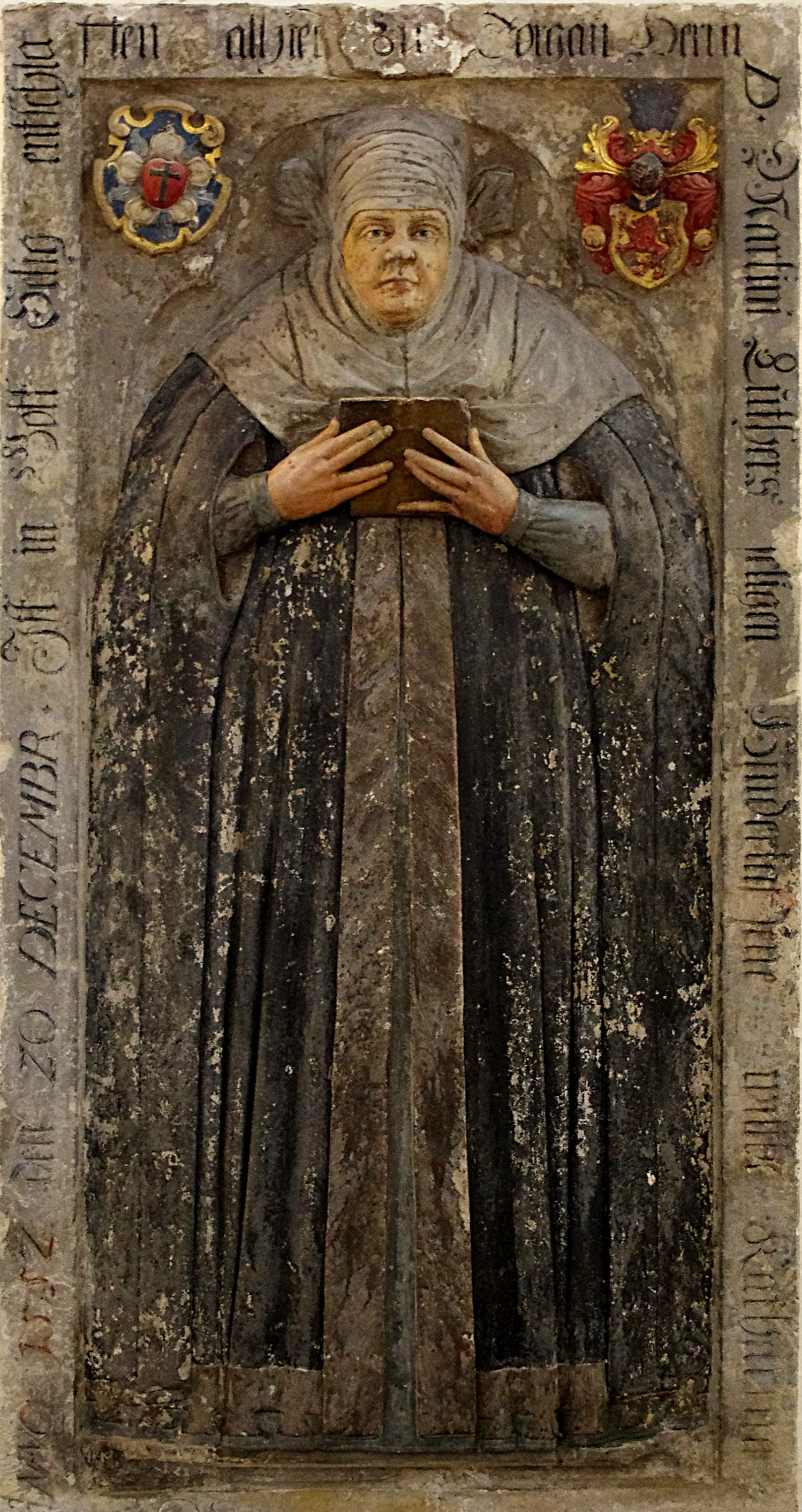
Epitaph Katharina von Bora

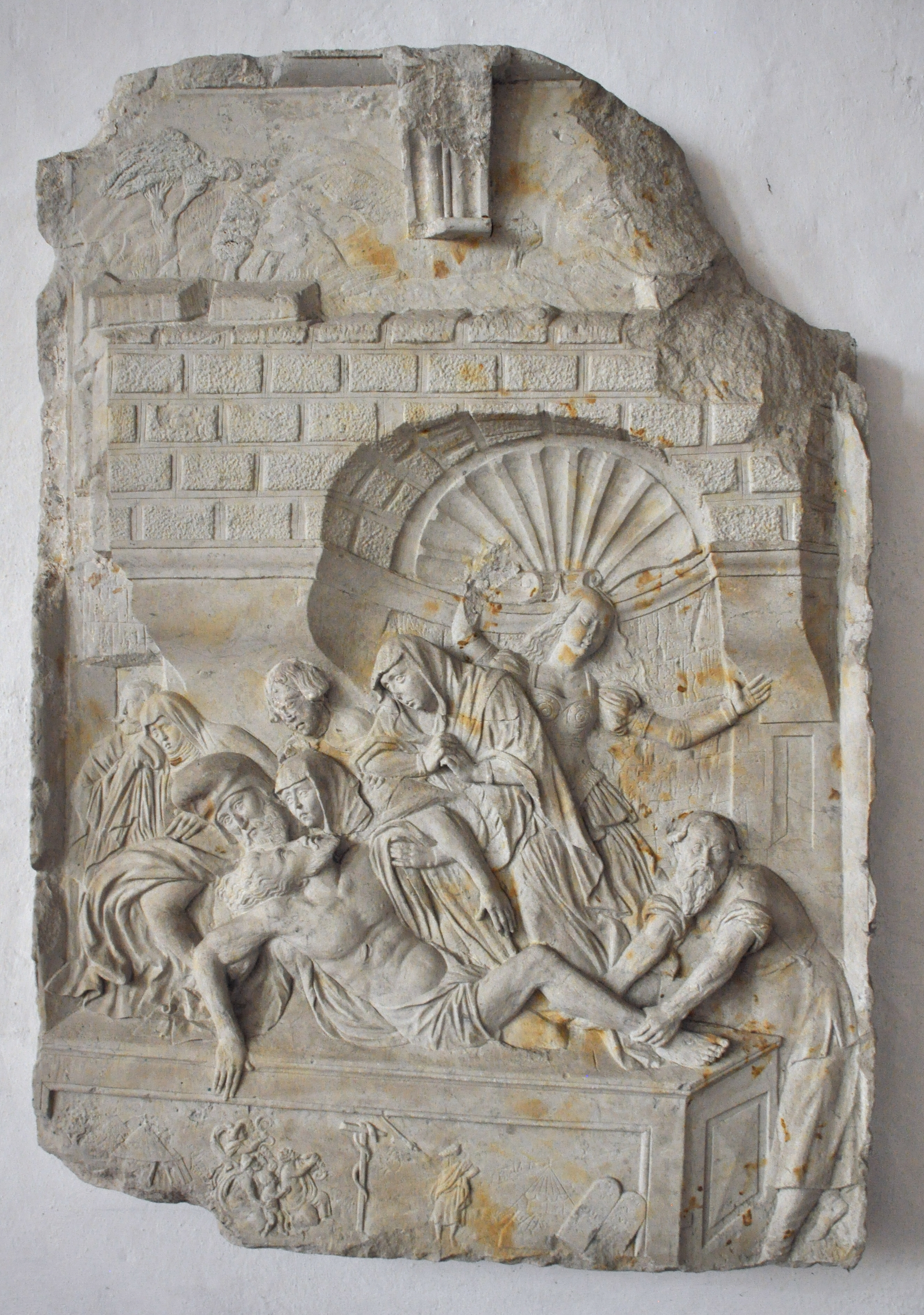
Relief einer Grablegung von einem Marmor-Epitaph

Der Altaraufsatz aus Marmor ist eine Arbeit nach einem Entwurf des Baumeisters und Stuckateurs Giovanni Simonetti. Die bildhauerischen Arbeiten wurden in den Jahren 1694–97 im Wesentlichen von Santino Caprani ausgeführt, mit Gemälden von Johann Heinrich Sperling versehen und von Nikolaus Prescher farbig gefasst und vergoldet. Der Altaraufsatz besteht aus einem hohen Säulenaufbau aus Holz und Stuck und ist mit einem Segmentbogengiebel und einem Aufsatz abgeschlossen. Seitlich sind Durchgänge angeordnet. Die Gemälde zeigen in der Predella eine Darstellung des Abendmahls, im Hauptbild eine figurenreiche Darstellung der Kreuzigung Christi, flankiert von zwei korinthischen Säulen und den Evangelisten Matthäus und Markus. Auf dem Giebel sind die Evangelisten Lukas und Johannes mit dem Salvator mundi und zwei Grabwächtern als Bekrönung dargestellt. Restaurierungen wurden 1971–74 und 2023/24 vorgenommen.
Die reichgeschnitzte Kanzel mit Evangelisten stammt aus dem Jahr 1582 von Georg Wittenberger, wurde 1692/93 umgestaltet und von Gottfried Fischer und Nikolaus Beseler mit weiterem figürlichen Schmuck versehen. An der Brüstung der Kanzel ist eine Kanzeluhr angebracht.
Der Taufstein aus Marmor aus dem Jahr 1693 wurde von Hans Nicolaus Meyer gefertigt und ist mit früchte- und wappentragenden Putten, Akanthus-, Wein- und Eichenlaub reich verziert.
Eine Altartafel mit der Darstellung der Vierzehn Nothelfer ist ein bedeutendes Frühwerk von Lucas Cranach dem Älteren, das nach dessen Aufenthalt in Wien im Zusammenhang mit seiner Niederlassung als Hofmaler in Wittenberg um 1505/06 entstanden ist. Die Tafel zeigt Halbfigurendarstellungen mit differenzierter und ausdrucksstarker Physiognomie. Auf der Rückseite ist der Schmerzensmann begleitet von zwei trauernden Engeln dargestellt.
Ein spätgotischer Passionsaltar aus dem Jahr 1509 wahrscheinlich mitteldeutscher Herkunft wurde vermutlich für die 1533 abgebrochene Heiligkreuzkapelle geschaffen. Im Jahr 1945 wurde die rechte Hälfte der Mitteltafel zerstört und bei einer Restaurierung im Jahr 1970/71 neutral ergänzt. Der gemalte Flügelaltar zeigt auf der Mitteltafel eine figurenreiche Kreuzigung; auf der Rückseite war das Schweißtuch der heiligen Veronika mit Stifterwappen und Datierung dargestellt. Auf den Flügeln sind innen die Kreuztragung, die Kreuzanheftung, Kreuzaufrichtung und die Kreuzabnahme dargestellt, außen die Verspottung, die Dornenkrönung, die Ecce-homo-Darstellung und die Geißelung Christi.
Von einem Altar vom Ende des 15. Jahrhunderts stammt ein linker Flügel mit dem Bild Johannes des Evangelisten auf der Vorderseite und eine heiligen Bischofs auf der Rückseite. Ein Gemälde der Verklärung Christi entstand in der zweiten Hälfte des 17. Jahrhunderts. Das Gedächtnisbild für Christian Ganzland († 1710) zeigt den Verstorbenen als ovales Kniestück in einem verzierten Rahmen.
In der Sakristei wird ein spätgotischer Schnitzaltar von etwa 1520 aus Pausnitz aufbewahrt. Im Schrein ist eine Anna selbdritt und die Heiligen Katharina und Nikolaus dargestellt, in den Flügeln die Apostel. Die Bemalung der Außenseiten ist nicht mehr erkennbar. Ein Gemälde der Grabtragung Christi stammt von Michael Eckart aus dem Jahr 1608.

### Grabmale, Epitaphien und weitere Bildwerke
Die Marienkirche von Torgau ist berühmt für ihre Epitaphien und Grabmale. Besonders hervorzuheben ist die fein gravierte Messinggrabplatte mit aufwändig ziselierter Rahmung für die 1503 in Torgau verstorbene Sophie von Mecklenburg, die erste Ehefrau des späteren Kurfürsten Johann des Beständigen, aus der Werkstatt von Peter Vischer dem Älteren in Nürnberg, die auf das Jahr 1504 datiert ist. Sie befindet sich im südlichen Nebenchor und ist von einem barocken Gitter mit dem Wappen der Verstorbenen umgeben. Berühmter ist jedoch der figürliche Grabstein der 1552 in Torgau verstorbenen Katharina von Bora, der Witwe Martin Luthers, die auf der Flucht vor der Pest hierher mit der Kutsche verunglückte und ihren erlittenen Verletzungen erlag. Der Grabstein wurde 1617 von Wolf Mönch restauriert und mit Umschrift und Wappen versehen.

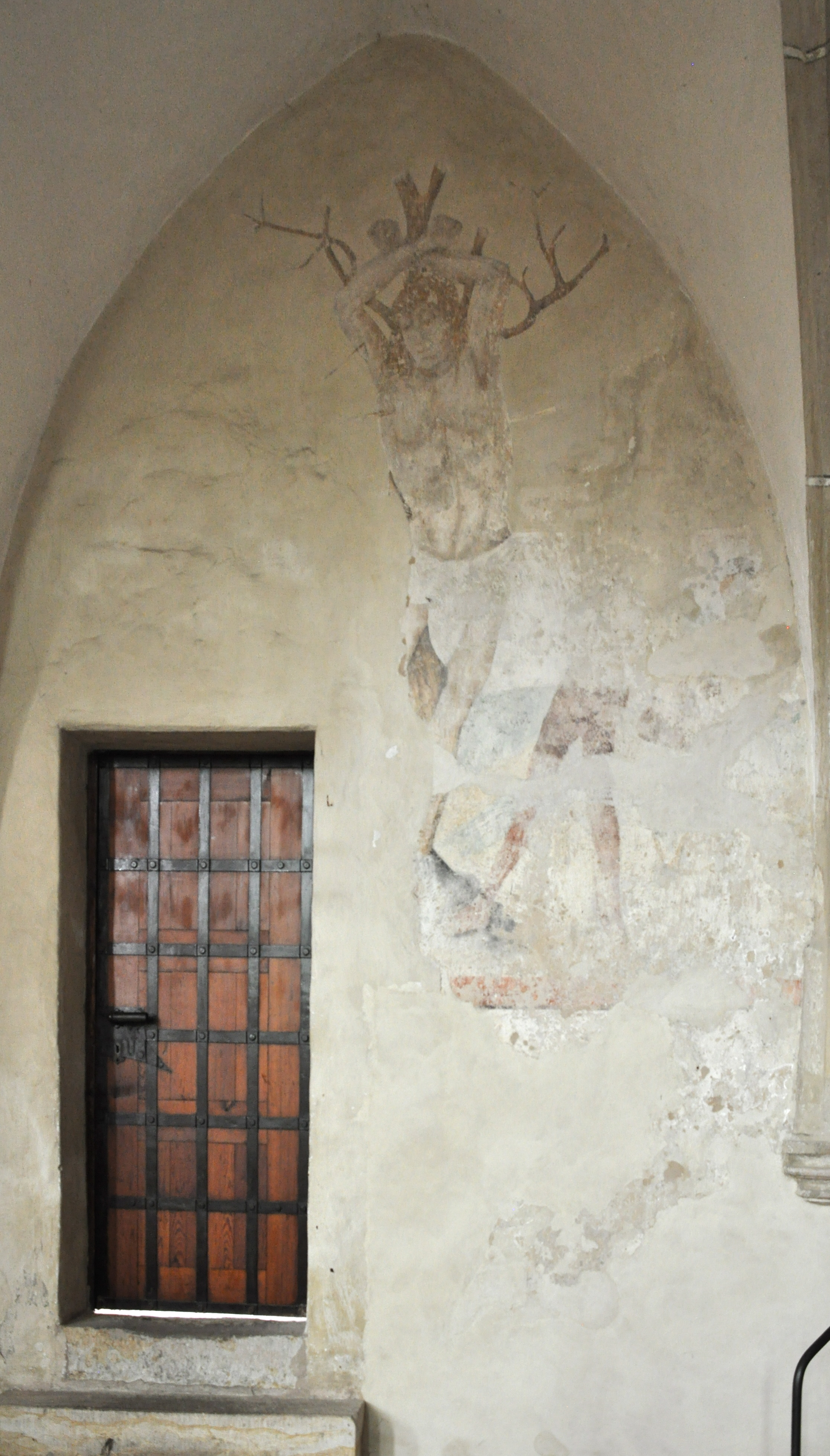
Fresko des St. Sebastian

Nach einem Stich von Martin Schongauer ist der heilige Sebastian mittels Seccomalerei dargestellt mit den Handgelenken über dem Kopf an einem Baum gefesselt und wird von Bogenschütze beschossen.
Figürliche Grabsteine der Magdalena Drandorf († 1574), der Anna Stamer († 1577) und einer unbekannten Frau († 1628) verdienen ebenfalls Erwähnung.
Ein beschädigtes Marmor-Epitaph aus der Zeit um 1570/80 mit sehr feinem Relief stellt die Grablegung Christi und kleinere alttestamentarische Szenen dar und steht stilistisch Georg Schröter nahe. Unter den zahlreichen weiteren Grabdenkmalen an der Außenwand, größtenteils aus dem 17./18. Jahrhundert, befindet sich auch der figürliche Grabstein des 1540 verstorbenen Baumeisters des Schlosses Hartenfels Konrad Krebs mit Zirkel, Maßstab und Wappen. Weitere Grabdenkmale sind in der südlichen Eingangshalle aufgestellt, davon ist das Epitaph von Hans Wurm von Thomsbrück († 1570) von Georg Schröter zu erwähnen.
Drei Pastorenbildnisse aus dem 18. Jahrhundert gehören ebenfalls zu den zahlreichen Bildwerken der Kirche. In der westlichen Vorhalle ist eine Steintafel mit dem Relief des Gnadenstuhls aus Schloss Hartenfels nach einem Stich Albrecht Dürers zu finden, die Stephan Hermsdorf zugeschrieben wird. Im südlichen Nebenchor findet sich eine wohlgestaltete Marienfigur aus Eichenholz vom Haus Fleischmarkt 5, die möglicherweise von einer Verkündigungsgruppe vom Ende des 15. Jahrhunderts stammt.

### Orgeln

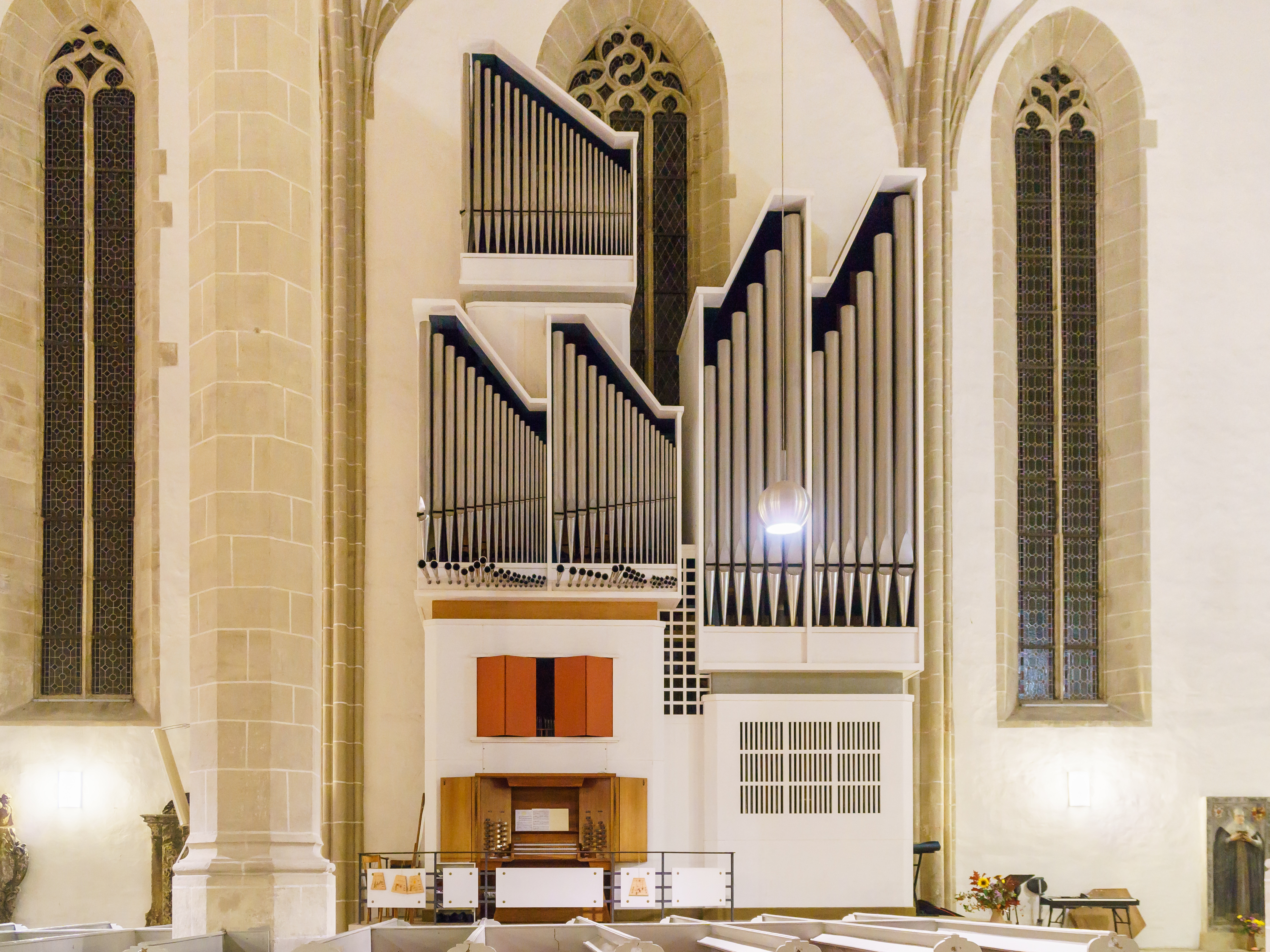
Prospekt der Schuster-Orgel von 1984

Der in Eilenburg ansässige Orgelbauer Conrad Geißler errichtete von 1871 bis 1873 sein mit 44 Registern auf drei Manualen und Pedal größtes Werk, das op. 50, in der Torgauer Stadtkirche. Es hatte ein Schwellwerk und wurde vom Merseburger Domorganisten David Hermann Engel abgenommen. Es wurde im Zweiten Weltkrieg zerstört.
Die jetzige Orgel der Marienkirche wurde 1984 von der Orgelbaufirma Schuster (Zittau) erbaut. Das Schleifladen-Instrument hat 41 Register auf drei Manualen und Pedal. Die Spiel- und Registertrakturen sind mechanisch. Der Prospekt der Orgel wurde von Fritz Leweke entworfen.
| I Hauptwerk C–g3 |                  |       |
| 1.               | Pommer           | 16′   |
| 2.               | Prinzipal        | 08′   |
| 3.               | Koppelflöte      | 08′   |
| 4.               | Oktave           | 04′   |
| 5.               | Spitzflöte       | 04′   |
| 6.               | Nasat            | 2 ⁄3′ |
| 7.               | Gemshorn         | 02′   |
| 8.               | Mixtur V         | 02′   |
| 9.               | Scharfcymbel III | 1⁄2′  |
| 10.              | Trompete         | 08′   |
| 11.              | Chamade          | 08′   |

| II Oberwerk C–g3 |                |        |
| 12.              | Spitzprinzipal | 8′     |
| 13.              | Rohrgedackt    | 8′     |
| 14.              | Oktave         | 4′     |
| 15.              | Spillflöte     | 4′     |
| 16.              | Oktave         | 2′     |
| 17.              | Quinte         | 1 ⁄3′  |
| 18.              | Terz           | 1 3⁄5′ |
| 19.              | Scharf IV      | 1′     |
| 20.              | Hautbois       | 8′     |
| 21.              | Clarion        | 4′     |
|                  | Tremulant      |        |

| III Brustwerk (schwellbar) C–g3 |                |       |
| 22.                             | Gedackt        | 8′    |
| 23.                             | Rohrflöte      | 4′    |
| 24.                             | Sesquialter II | 2 ⁄3′ |
| 25.                             | Prinzipal      | 2′    |
| 26.                             | Oktave         | 1′    |
| 27.                             | Cymbel II      | 1 ⁄3′ |
| 28.                             | Singend Regal  | 8′    |
| 29.                             | Chamade        | 8′    |
|                                 | Tremulant      |       |

| Pedal C–f1 |            |         |
| 30.        | Prinzipal  | 16′     |
| 31.        | Subbaß     | 16′     |
| 32.        | Großquinte | 10 2⁄3′ |
| 33.        | Oktave     | 08′     |
| 34.        | Gedacktbaß | 08′     |
| 35.        | Oktave     | 04′     |
| 36.        | Pommer     | 04′     |
| 37.        | Mixtur VI  | 2 ⁄3′   |
| 38.        | Posaune    | 16′     |
| 39.        | Trompete   | 08′     |
| 40.        | Clarine    | 04′     |
| 41.        | Chamade    | 08′     |

- Koppeln: II/I, III/I, I/P, II/P

## Gocken
Im Turm der Marienkirche hängen drei Kirchenglocken mit folgenden Daten:
| Glocke | Gießer, Gussort                        | Gussjahr | Schlagton |
| ------ | -------------------------------------- | -------- | --------- |
| 1      | Johann Gottfried Weinhold, Dresden     | 1747     | B°        |
| 2      | Johann Christoph Fischer, Weißenfels   | 1718     | f'        |
| 3      | Kunst- und Glockengießerei Lauchhammer | 1998     | g'        |